# Carl August Wilhelm von Closen
Carl August Wilhelm von Closen (* ca. 1754 in Esslingen am Neckar; † 21. Dezember 1776 in Göttingen) wurde während seines Studiums Mitglied des Göttinger Hainbundes.
Closen, evangelisch, kam 1765 nach Zweibrücken, besuchte das Herzog-Wolfgang-Gymnasium und wurde am 27. April 1773 an der Universität Göttingen als Student der Rechte immatrikuliert. Er war mit Johann Friedrich Hahn und Johann Martin Miller befreundet, über die er 1772 oder 1773 Mitglied des „Hainbundes“ wurde. Am 3. März 1775 wurde er in die Freimaurerloge Zum goldenen Zirkel in Göttingen aufgenommen und erhielt am 27. September 1776 den Meistergrad; sein Bürge war Miller. Laut Goedeke dichtete er gemeinschaftlich mit Miller und Johann Heinrich Voß das „Frühlingslied eines gnädigen Fräuleins“, seine einzige gedruckte poetische Betätigung.
Carl August Wilhelm war der Bruder von Hans Christoph Ludwig von Closen (1755–1830), der als französischer Offizier am Amerikanischen Unabhängigkeitskrieg teilnahm. Beider Vater war der als Offizier in niederländischen Diensten stehende Ludwig Heinrich von Closen (1725–1765), Herr zu Bläsiberg und Wankheim. Dieser verheiratete sich 1752 mit Elisabeth Charlotte, geb. von La Roche-Starkenfels.
Von Closen starb 1776 an Schwindsucht.